# Susica (geslacht)
Susica is een geslacht van vlinders van de familie slakrupsvlinders (Limacodidae), uit de onderfamilie Limacodinae.

## Soorten
- S. barymorpha Turner, 1942
- S. confusa Walker, 1865
- S. flaviceps (Hampson, 1910)
- S. formosana Wileman, 1911
- S. fusca Matsumura, 1911
- S. hyphorma Hering, 1931
- S. idiomorpha Turner, 1942
- S. malayana Hering, 1931
- S. miltochyta Turner, 1932
- S. molybdea Hampson, 1910
- S. nasuta Inoue, 1986
- S. nigrifascia Hering, 1931
- S. pallida Walker, 1855
- S. pannosa (Snellen, 1900)
- S. pygmaea Hering, 1931
- S. pyrocausta Hampson, 1910
- S. sinensis (Walker, 1856)